# Nationalratswahlkreis St. Gallen-Stadt
Der Nationalratswahlkreis St. Gallen-Stadt war ein Wahlkreis bei Wahlen in den Schweizer Nationalrat. Er bestand von 1890 bis 1919 (Einführung des heute üblichen Proporzwahlrechts) und umfasste das Gebiet um die Stadt St. Gallen im gleichnamigen Kanton.

## Wahlverfahren
Hierbei handelte es sich um einen Pluralwahlkreis. Dies bedeutet, dass zwar mehrere Sitze zu verteilen waren, jedoch das Majorzwahlrecht zur Anwendung gelangte. Im Sinne der romanischen Mehrheitswahl benötigte ein Kandidat die absolute Mehrheit der Stimmen, um gewählt zu werden. Zur Verteilung aller Sitze waren unter Umständen mehrere Wahlgänge notwendig. Jeder Wähler hatte so viele Stimmen, wie Sitze zu vergeben waren.

## Bezeichnung und Sitzzahl

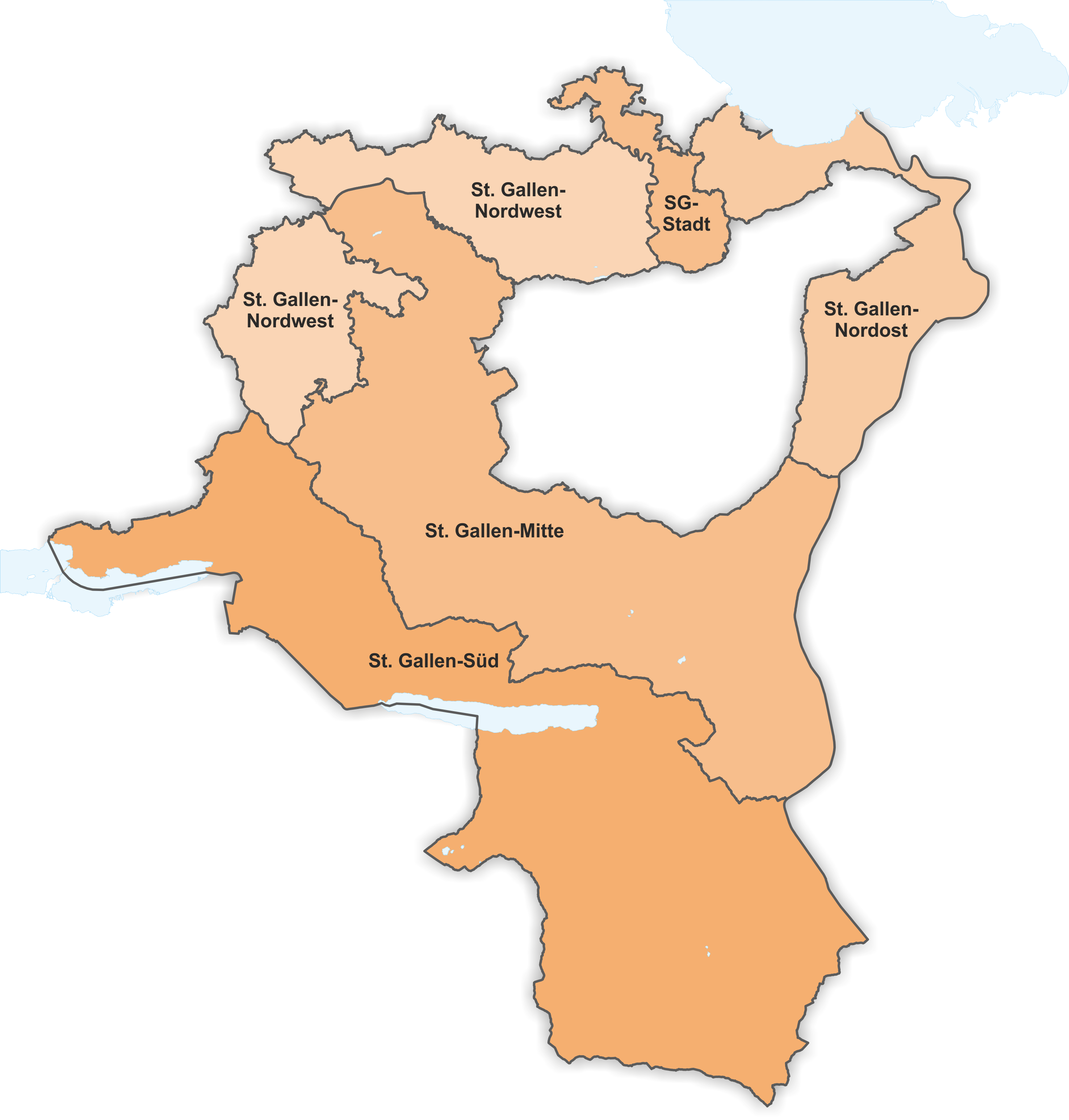
Wahlkreise Kanton St. Gallen 1890–1902

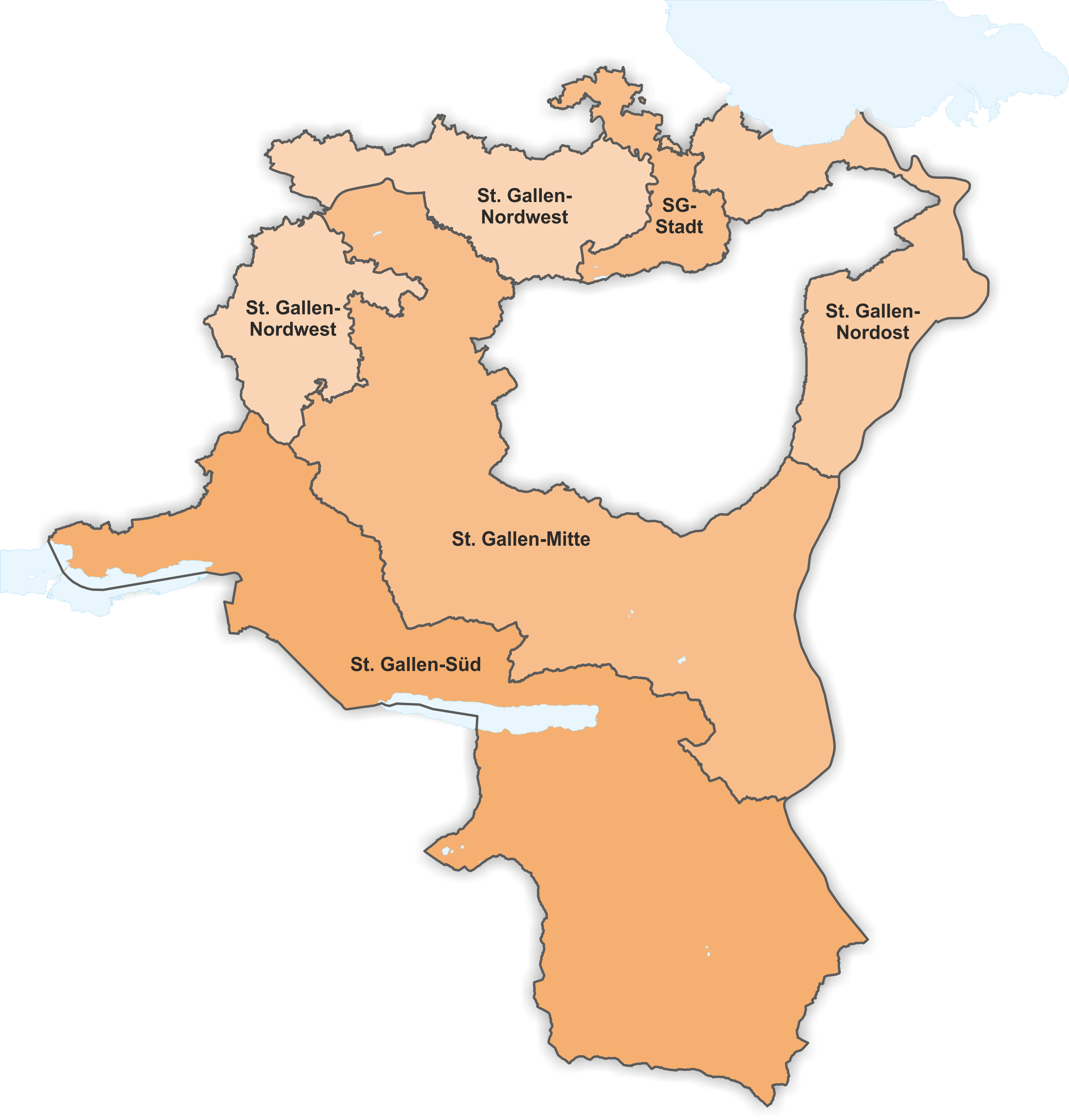
Wahlkreise Kanton St. Gallen 1902–1911

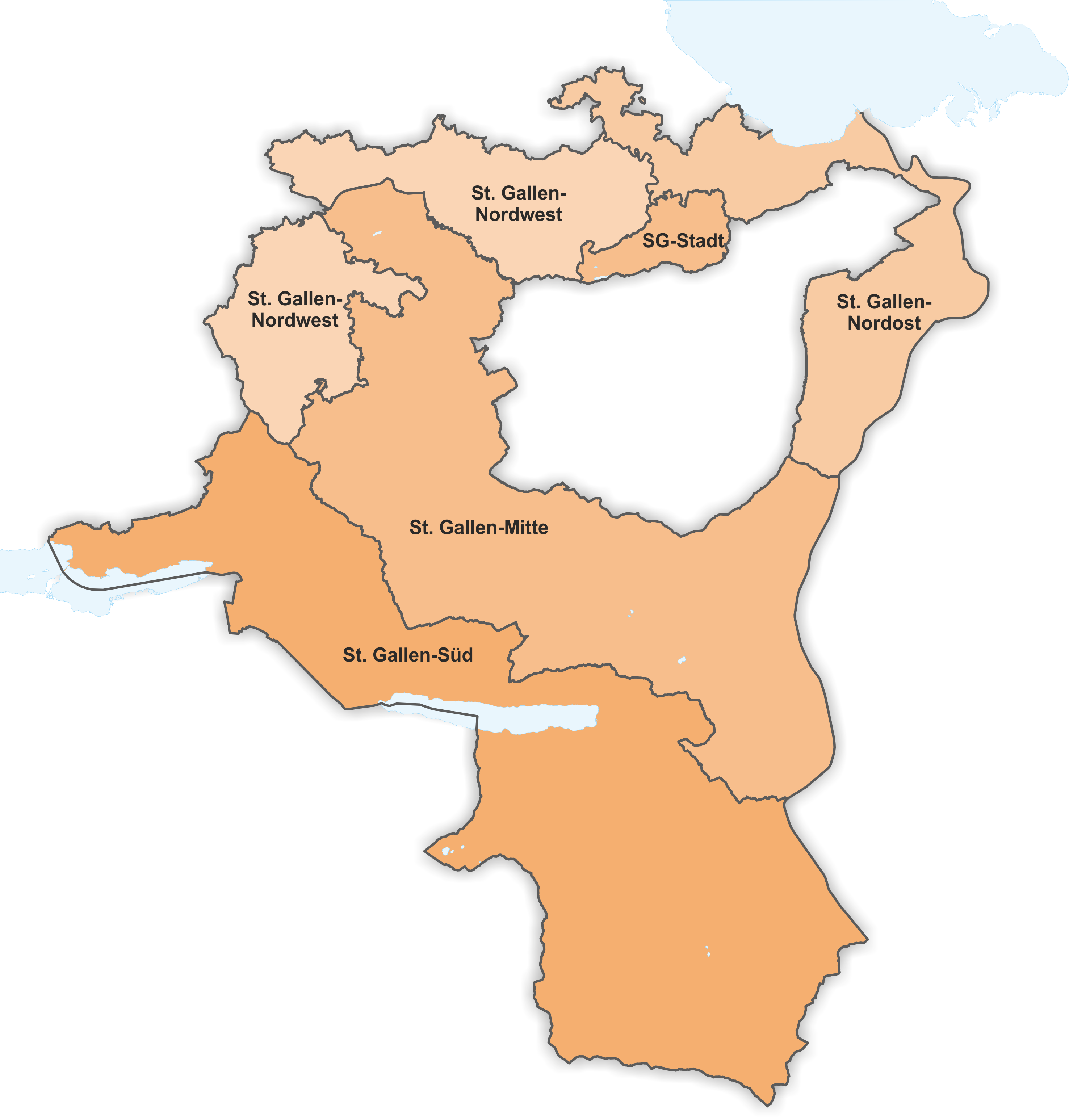
Wahlkreise Kanton St. Gallen 1911–1919

St. Gallen-Stadt ist eine inoffizielle geographische Bezeichnung. Im amtlichen Gebrauch üblich war eine über die gesamte Schweiz angewendete fortlaufende Nummerierung, geordnet nach der Reihenfolge der Kantone in der schweizerischen Bundesverfassung. Aufgrund der wechselnden Anzahl im Laufe der Jahre erhielten manche Wahlkreise mehrmals eine neue Nummer. St. Gallen-Stadt trug stets die Nummer 30.
St. Gallen-Stadt standen zunächst 2 Sitze zur Verfügung, ab 1902 waren es 3 Sitze, ab 1904 schliesslich 4 Sitze.

## Ausdehnung
Das Gebiet des Wahlkreises wurde am 20. Juni 1890 mit dem «Bundesgesetz betreffend die Wahlen in den Nationalrath» verbindlich festgelegt, als man Teile des Wahlkreises St. Gallen-Nordost abtrennte. Der Wahlkreis St. Gallen-Stadt umfasste:
- die Stadt St. Gallen (damaliges Stadtgebiet)
- den Bezirk Tablat (entspricht den Gemeinden Häggenschwil, Muolen, Tablat und Wittenbach)

Eine Vergrösserung des Gebiets erfolgte mit dem «Bundesgesetz betreffend die Nationalratswahlkreise» vom 4. Juni 1902, als der Wahlkreis St. Gallen-Nordwest eine Gemeinde an St. Gallen-Stadt abtrat. Somit umfasste der Wahlkreis:
- die Stadt St. Gallen (damaliges Stadtgebiet)
- im Bezirk Gossau die Gemeinde Straubenzell
- den Bezirk Tablat

Zu einer letzten Gebietsveränderung kam es mit dem «Bundesgesetz betreffend die Nationalrathswahlkreise» vom 23. Juni 1911. Dabei gab St. Gallen-Stadt drei ländlich geprägte Gemeinden an St. Gallen-Nordost zurück. Der Wahlkreis umfasste zuletzt:
- die Stadt St. Gallen (damaliges Stadtgebiet)
- im Bezirk Gossau die Gemeinde Straubenzell (1918 mit der Stadt fusioniert)
- im Bezirk Tablat die Gemeinde Tablat (1918 mit der Stadt fusioniert)

1919 wurden die fünf St. Galler Wahlkreise zum heute noch bestehenden Nationalratswahlkreis St. Gallen zusammengelegt, in welchem das Proporzwahlrecht gilt.

## Nationalräte
- G = Gesamterneuerungswahl

| Datum                 | Wahl | Gewählte | Gewählte                                        | Partei |
| --------------------- | ---- | -------- | ----------------------------------------------- | ------ |
| 26.10.1890            | G    |          | Joseph Anton Scherrer-Füllemann                 | DP     |
| 26.10.1890            | G    |          | Johannes Blumer-Egloff                          | FL     |
|                       |      |          |                                                 |        |
| 29.10.1893            | G    |          | Joseph Anton Scherrer-Füllemann                 | DP     |
| 29.10.1893            | G    |          | Karl Emil Wild                                  | FL     |
|                       |      |          |                                                 |        |
| 25.10.1896            | G    |          | Joseph Anton Scherrer-Füllemann                 | DP     |
| 25.10.1896            | G    |          | Karl Emil Wild                                  | FDP    |
|                       |      |          |                                                 |        |
| 29.10.1899            | G    |          | Joseph Anton Scherrer-Füllemann                 | DP     |
| 29.10.1899            | G    |          | Karl Emil Wild                                  | FDP    |
|                       |      |          |                                                 |        |
| 26.10.1902 09.11.1902 | G    |          | Joseph Anton Scherrer-Füllemann                 | DP     |
| 26.10.1902 09.11.1902 | G    |          | Karl Emil Wild                                  | FDP    |
| 26.10.1902 09.11.1902 | G    |          | Paul Brandt                                     | SP     |
|                       |      |          |                                                 |        |
| 29.10.1905            | G    |          | Joseph Anton Scherrer-Füllemann                 | DP     |
| 29.10.1905            | G    |          | Albert Mächler, Karl Emil Wild                  | FDP    |
|                       |      |          |                                                 |        |
| 25.10.1908            | G    |          | Joseph Anton Scherrer-Füllemann                 | DP     |
| 25.10.1908            | G    |          | Albert Mächler, Karl Emil Wild                  | FDP    |
|                       |      |          |                                                 |        |
| 29.10.1911            | G    |          | Joseph Anton Scherrer-Füllemann                 | DP     |
| 29.10.1911            | G    |          | Albert Mächler, Eduard Scherrer, Karl Emil Wild | FDP    |
|                       |      |          |                                                 |        |
| 25.10.1914            | G    |          | Joseph Anton Scherrer-Füllemann                 | DP     |
| 25.10.1914            | G    |          | Albert Mächler, Eduard Scherrer, Karl Emil Wild | FDP    |
|                       |      |          |                                                 |        |
| 28.10.1917            | G    |          | Joseph Anton Scherrer-Füllemann                 | DP     |
| 28.10.1917            | G    |          | Albert Mächler, Eduard Scherrer, Karl Emil Wild | FDP    |

## Quelle
- Erich Gruner: Die Wahlen in den Schweizerischen Nationalrat 1848–1919. Band 3. Francke Verlag, Bern 1978, ISBN 3-7720-1445-3.